# Алан Капров
Алан Капров (енгл. Allan Kaprow; Атлантик Сити, 23. август 1927 — Енсинитас, 5. април 2006) био је амерички сликар, творац и теоретичар хепенинга.
Његови рани радови слике и асамблажи су везани за апстрактни експресионизам, док касније у САД се веже за пејзажну уметност. Најпознатији је као творац и теоретичар хепенинга и 1967. године је публиковао теоријски рад „Асамблажи, пејзажна уметност и хепенинг“ ("Assemblage, Environments and Happenings"). Капров је студирао уметност, историју уметности и композицију. Био је под утицајем Џона Кејџа као и апстрактних експресиониста (Џексон Полока). У центру његовог дела стоји простор и посетиоци.